# Entomocorus melaphareus
Entomocorus melaphareus är en fiskart som beskrevs av Alberto Akama och Carl J. Ferraris, Jr. 2003. Entomocorus melaphareus ingår i släktet Entomocorus och familjen Auchenipteridae. Inga underarter finns listade i Catalogue of Life.